# M47 Dragon
Die M47 Dragon ist eine US-amerikanische Panzerabwehrlenkwaffe (PAL). Sie ist das Vorgängermodell der FGM-148 Javelin und wird noch heute von zahlreichen Streitkräften verwendet.

## Geschichte
Die Entwicklung der Dragon wurde vom U.S. Army Ordnance Missile Command (AOMC) im September 1959 in Auftrag gegeben. Ziel war, eine schwere und doch tragbare Version einer PAL zu entwickeln. Im August 1964 wurde ein Vertrag mit McDonnell Douglas unterschrieben, der eine zwölfmonatige Testentwicklung für eine PAL mit einer Reichweite von 1000 m beinhaltete.
Die Dragon wurde 1975 erstmals von der U. S. Army und dem U. S. Marine Corps im Feld eingesetzt. Zu Beginn betrug die Reichweite des als FGM-77A bezeichneten Flugkörpers maximal 1000 m, die Fluggeschwindigkeit 100 m/s. 1985 wurde die Dragon zur Dragon II aufgerüstet, die eine größere Durchschlagskraft aufwies. Das aktuelle Modell heißt Super-Dragon und wurde 1990 vorgestellt. Die Super-Dragon kann eine bis zu 450 mm dicke Panzerung durchschlagen und weist eine verbesserte Reichweite von 1500 m auf.
Das Zielgerät besteht aus einem glatten, glasfaserverstärkten Kunststoffrohr, Zielsucher sowie Tragegurt; ein Nachtsichtgerät ist bei Bedarf nachrüstbar. Im Einsatz weilt der Schütze in stehender, sitzender oder kniender Stellung und lenkt den Flugkörper in das Ziel, nachträgliche Korrekturen sind über einen Draht möglich, mit dem der Flugkörper mit dem Zielgerät verbunden ist. Größter Nachteil dabei ist, dass der Schütze nach dem Start seine Deckung verliert und dem Feind ein leichtes Ziel bietet.
Da die Flugkörper der Dragon verhältnismäßig teuer sind, wird für die Ausbildung und das Training an der Waffe im Normalfall eine mobile, batteriebetriebene Simulationseinheit eingesetzt. Dabei wird nicht die normale Waffe verwendet, die einen Flugkörper abfeuert, sondern eine optisch und in der Haptik sehr ähnliche Simulationwaffe. Beim Abfeuern wird eine größere Masse durch eine vorgespannte Feder schlagartig verschoben, wodurch der rückstoßfreie Austritt der Rakete aus dem schultergestützten Abschussrohr simuliert wird. Im Gegensatz zum realen Start verbleibt aber bei der Simulationseinheit das Gewicht nach dem simulierten Abfeuern der Rakete auf der Schulter des Schützen, was das Zielen erschwert (beim realen Start ist die Schulter vom Gewicht der abgefeuerten Rakete entlastet). Außerdem zündet beim Abfeuern eine Knallpetarde mit starker Rauchentwicklung. Nach dem Start kann auf einem über Kabel angeschlossenen Simulator die fiktive Abweichung des vom Schützen angepeilten und dem effektiven Ziel graphisch dargestellt, protokolliert und bewertet werden. Das Ziel besteht aus einem Tripelspiegel, der über Retroreflexion das von der Simulationswaffe ausgesendete Infrarotsignal wieder an einen Empfänger auf dem Zielgerät zurücksendet. Der Spiegel ist handlich und leicht an stationären oder beweglichen Zielen zu befestigen.
Die Streitkräfte der Vereinigten Staaten stellten die Dragon offiziell Ende der 1990er-Jahre außer Dienst, jedoch befinden sich in den Arsenalen noch Bestände der Dragon.

## Schweiz
Die Dragon wurde 1977 in der Schweizer Armee unter dem Namen PAL BB 77 (für Panzerabwehr-Lenkwaffe Boden-Boden 1977) eingeführt. Der PAL-Zug bezieht zur Bekämpfung von gepanzerten Fahrzeugen in der Regel vorbereitete Schützenstellungen, von denen aus er auf die Ziele wirkt. Die Schützengruppen haben jeweils ein Zielgerät dabei, das sie abwechselnd nutzen bzw. auf ihren Startbehälter montieren.
Im Verlauf der Zeit führte die Schweizer Armee vier Generationen von Lenkwaffenmunition für die Dragon ein: PAL BB 77 HPz G (Hohlpanzer-Granate, Armee-Lagernummer 591-3280), PAL BB 77 HPz G 86 (ALN 591-3281), PAL BB 77 HPz G 90 (591-3282) und die PAL BB 77 HPz G 00 (591-3283) im Jahr 2000. Die neueste Generation der kampfwertgesteigerten Dragon kann auch Reaktivpanzerung durchdringen.
Die PAL Dragon wurde am 1. Januar 2008 wegen ihrer unverhältnismäßig hohen Unterhaltskosten außer Dienst gestellt und liquidiert.

## Nutzerstaaten
Daten aus
- Iran – 10350
- Israel – 7100
- Jemen – 1500
- Jordanien – 3398
- Marokko – 4500
- Niederlande – 5285
- Saudi-Arabien – 4692
- Schweiz – 11800
- Spanien – Anzahl unbekannt
- Thailand – 600
- Vereinigte Staaten – Anzahl unbekannt

## Abbildungen

M47 Dragon
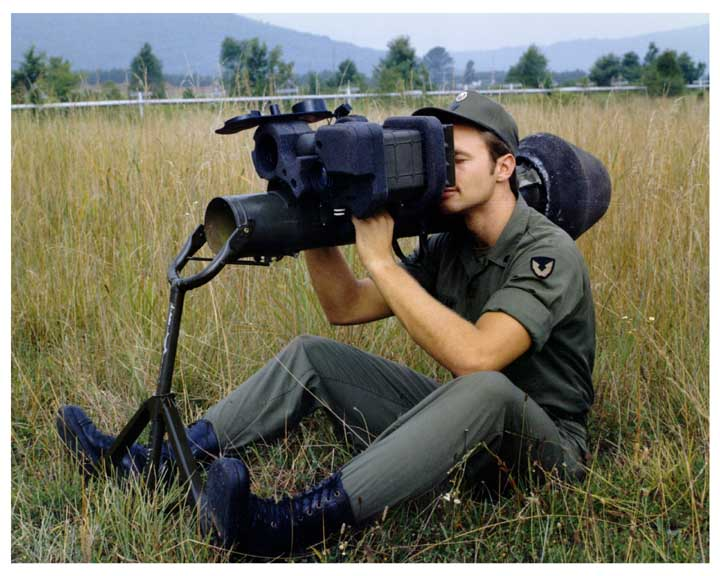
US-Soldat beim Zielerfassen
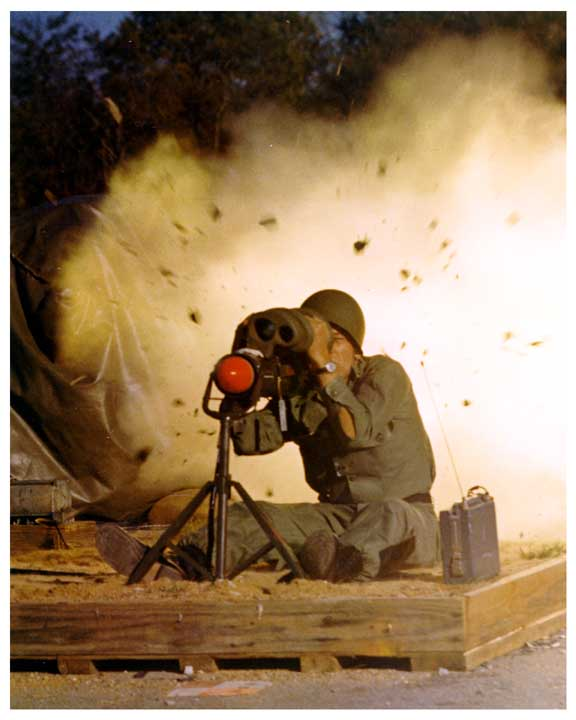
US-Soldat im Einsatz
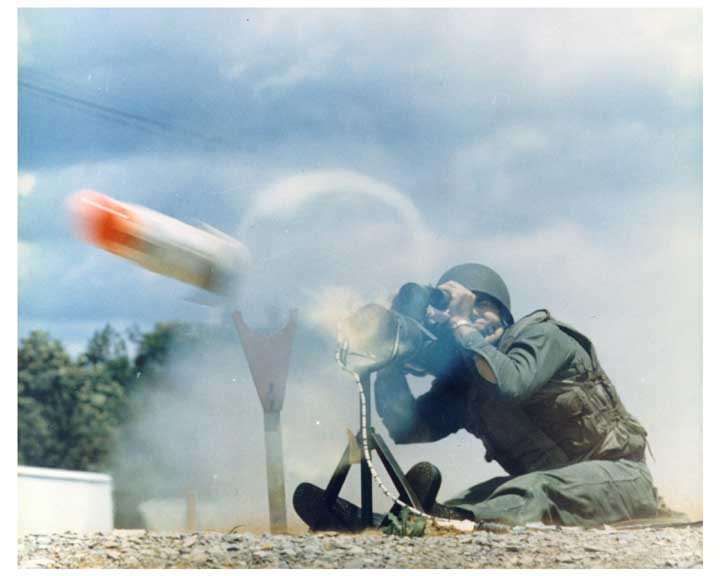
US-Soldat beim Start
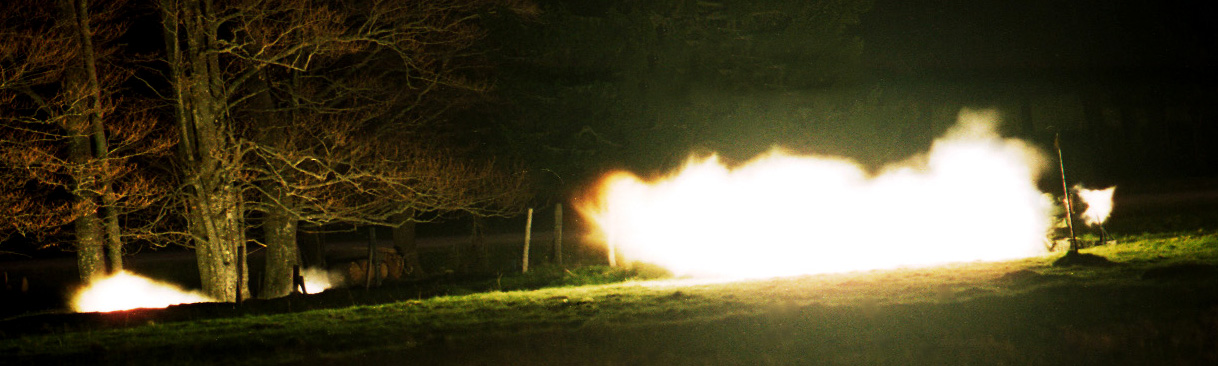
Start in der Nacht
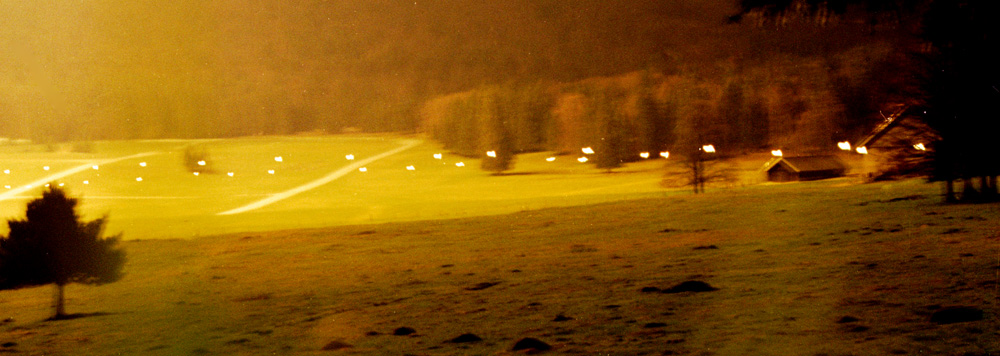
Lichter der Steuerraketen (Langzeitbelichtung)